# Ehra-Lessien
Ehra-Lessien – miejscowość i gmina w Niemczech, w kraju związkowym Dolna Saksonia, w powiecie Gifhorn, wchodzi w skład gminy zbiorowej Brome.

## Tor Volkswagena
W okolicy Ehra-Lessien znajduje się motoryzacyjny tor testowy należący do Grupy Volkswagen. Zbudowany w czasach Zimnej Wojny blisko granicy z NRD, w strefie zamkniętej dla samolotów, dzięki czemu pomysły niemieckich konstruktorów były bezpieczne.
Tor ma 96 kilometrów długości i zawiera w sobie różnorodne łuki i zakręty wykorzystywane w czasie testów prototypów samochodów. Najdłuższa prosta ma około 9 km długości i jest zakończona z obu stron pochylonymi łukami pomagającymi rozwijać jak największe prędkości.
Na torze w Ehra-Lessien zostały odnotowane maksymalne prędkości takich aut jak McLaren F1 czy Bugatti Veyron (także w wersji Super Sport).